# هفته مد لکمه
هفته مد لکمه یک هفته مد دوسالانه است که در بمبئی و دهلی برگزار می‌شود. نمایش جشن تابستانی آن در ماه مارس در بمبئی برگزار می‌شود در حالی که نمایش جشن زمستانی در ماه اکتبر در دهلی برگزار می‌شود. این رویداد اولین بار در سال ۱۹۹۹ برگزار شد.